# Samsung Corby Pro
El Samsung Galaxy Pocket Neo es un teléfono inteligente Android de gama baja con una pantalla QVGA de 3 pulgadas, procesador de 850MHz, 512MB de RAM, 4 GB de almacenamiento interno y cámara de 2 megapixels, con versiones SIM simple y SIM dual

## Especificaciones generales
| Característica             | Detalles |
| -------------------------- | --- |
| Fabricante                 | Samsung |
| Pantalla                   | TFT Capacitiva de 3.0 pulgadas (240 × 320 píxeles); Multitáctil (2 Puntos)                                                           |
| Cámara                     | 2 Mpx (1600x1200 píxeles), geo-tagging, Detector de Sonrisa.                                                                         |
| Video                      | VGA (640x480) : 24fps. |
| Redes                      | GSM/EDGE: 850, 900, 1800, y 1900 MHz UMTS/HSPA+ 850, 900, 1900 y 2100 MHz                                                            |
| Disponibilidad             | Abril de 2013 |
| Peso                       | 100,5 g |
| Dimensiones                | 105 x 57,8 x 11,8 mm |
| Colores                    | Negro, Blanco, Azul y Gris. |
| Conectividad               | Bluetooth 3.0, Wi-Fi, Micro SD, 3G/3.5G, Micro USB.                                                                                  |
| Micro SD                   | Hasta 32 GB (no incluida) |
| Procesador                 | 850 MHz |
| RAM                        | 512 MB |
| Batería                    | Standard, Li-Ion 1200 mAh |
| WLAN                       | 802.11b (11 Mbit/s), 802.11g (54 Mbit/s), 902.11d (roaming), 802.11i (seguridad, WEP, WPA, WPA2, EAP), 802.11e (QoS issues), 802.11n |
| Sistema operativo          | Android 4.1 Actualizable a 4.2 |
| Formatos de audio          | MP3, WMA, WAV |
| Formatos de video          | MP4, FLV, 3GP, 3G2 |
| Métodos físicos de entrada | Auricular 3.5 mm y Micro USB |
| Mensajería                 | Email, Push Email, IM |